# Hydrotaea longiseta
Hydrotaea longiseta este o specie de muște din genul Hydrotaea, familia Muscidae, descrisă de Feng în anul 1997. Conform Catalogue of Life specia Hydrotaea longiseta nu are subspecii cunoscute.